# Pessoa do Ano MusiCares
Pessoa do Ano MusiCares (MusiCares Person of the Year) é uma categoria honorária concedida pela Academia das Artes e Ciências da Gravação, que também concede os Prémios Grammy, a artistas renomados por suas contribuições artísticas à indústria fonográfica e dedicação à filantropia". O prêmio é apresentado em parceria com a MusiCares, uma organização caritativa fundada em 1989 pela Academia "para prover assistência médica a artistas musicais". Os homenageados com o prêmio são selecionados e anunciados uma semana antes da cerimônia anual do Grammy, na chamada "Semana do Grammy".
De 1991 a 1993, os estadunidenses David Crosby, Bonnie Raitt e Natalie Cole foram os galardoados com o prêmio. A cubano-estadunidense Gloria Estefan recebeu o prêmio em 1994, seguida pelos estadunidenses Tony Bennett e Quincy Jones. Entre 1997 e 2004, somente artistas britânicos foram homenageados: Phil Collins, Elton John e Sting. Em 1998, o tenor italiano Luciano Pavarotti tornou-se o primeiro artista de língua não-inglesa homenageado com o prêmio. O canadense Neil Young foi o homenageado em 2010, enquanto Barbra Streisand, Paul McCartney e Bruce Springsteen receberam a homenagem em 2011, 2012 e 2013, respectivamente.

## Artistas galardoados
| Ano  | Artista | Artista                       | País de origem         | Gênero musical             | Período em atividade | Ref.   |
| ---- | ------- | ----------------------------- | ---------------------- | -------------------------- | -------------------- | ------ |
| 1991 |         | David Crosby (1941-)          | Estados Unidos         | Rock                       | 1964-presente        | [ 5 ]  |
| 1992 |         | Bonnie Raitt (1942-)          | Estados Unidos         | Blues Rock                 | 1971-presente        | [ 6 ]  |
| 1993 |         | Natalie Cole (1950-2015)      | Estados Unidos         | Soul R&B Jazz              | 1975-2015            | [ 7 ]  |
| 1994 |         | Gloria Estefan (1957-)        | Cuba                   | Pop Pop latino Dance       | 1977-presente        | [ 8 ]  |
| 1995 |         | Tony Bennett (1926-)          | Estados Unidos         | Pop tradicional            | 1949-2021            | [ 9 ]  |
| 1996 |         | Quincy Jones (1933-)          | Estados Unidos         | Rhythm and blues Funk Soul | 1951-presente        | [ 10 ] |
| 1997 |         | Phil Collins (1951-)          | Reino Unido            | Pop Soft rock              | 1968-2022            | [ 11 ] |
| 1998 |         | Luciano Pavarotti (1935-2007) | Itália                 | Clássico                   | 1955-2006            | [ 12 ] |
| 1999 |         | Stevie Wonder (1950-)         | Estados Unidos         | Soul Pop R&B               | 1961-presente        | [ 11 ] |
| 2000 |         | Elton John (1947-)            | Reino Unido            | Rock Pop rock              | 1963-2021            | [ 13 ] |
| 2001 |         | Paul Simon (1941-)            | Estados Unidos         | Folk                       | 1957-presente        |        |
| 2002 |         | Billy Joel (1949-)            | Estados Unidos         | Rock Soft rock             | 1965-presente        |        |
| 2003 |         | Bono (1960-)                  | Irlanda                | Rock                       | 1976-presente        |        |
| 2004 |         | Sting (1951-)                 | Reino Unido            | Rock                       | 1971-presente        | [ 14 ] |
| 2005 |         | Brian Wilson (1942-)          | Estados Unidos         | Rock                       | 1961-presente        | [ 15 ] |
| 2006 |         | James Taylor (1948-)          | Estados Unidos         | Folk rock Blues Country    | 1966-presente        | [ 16 ] |
| 2007 |         | Don Henley (1947-)            | Estados Unidos         | Rock                       | 1970-presente        | [ 17 ] |
| 2008 |         | Aretha Franklin (1942-2018)   | Estados Unidos         | Soul R&B Gospel Jazz       | 1956-2018            | [ 18 ] |
| 2009 |         | Neil Diamond (1941-)          | Estados Unidos         | Pop Rock Folk              | 1962-presente        | [ 19 ] |
| 2010 |         | Neil Young (1945-)            | Canadá                 | Rock                       | 1960-presente        | [ 20 ] |
| 2011 |         | Barbra Streisand (1942-)      | Estados Unidos         | Pop tradicional Jazz       | 1963-presente        | [ 21 ] |
| 2012 |         | Paul McCartney (1942-)        | Reino Unido            | Rock                       | 1957-presente        | [ 22 ] |
| 2013 |         | Bruce Springsteen (1949-)     | Estados Unidos         | Rock                       | 1964-presente        |        |
| 2014 |         | Carole King (1942-)           | Estados Unidos         | Soul Pop                   | 1958-presente        | [ 23 ] |
| 2015 |         | Bob Dylan (1941-)             | Estados Unidos         | Folk Blues Rock            | 1959-presente        | [ 24 ] |
| 2016 |         | Lionel Richie (1949-)         | Estados Unidos         | Soul R&B Pop               | 1968-presente        | [ 25 ] |
| 2017 |         | Tom Petty (1950-)             | Estados Unidos         | Rock                       | 1969-presente        | [ 26 ] |
| 2018 |         | Fleetwood Mac                 | Estados Unidos         | Rock                       | 1967-presente        | [ 27 ] |
| 2019 |         | Dolly Parton (1946-)          | Estados Unidos         | Country                    | 1967-presente        | [ 28 ] |
| 2020 |         | Aerosmith                     | Estados Unidos         | Rock                       | 1970-presente        | [ 29 ] |
| 2022 |         | Joni Mitchell (1943-)         | Canadá/ Estados Unidos | Folk Pop                   | 1967-presente        | [ 30 ] |
| 2023 |         | Berry Gordy (1929-)           | Estados Unidos         | R&B Soul                   | 1953–2019            | [ 31 ] |
| 2023 |         | Smokey Robinson (1940-)       | Estados Unidos         | R&B Soul                   | 1955-presente        | [ 31 ] |